# Arrondissement d'Étampes
L'arrondissement d'Étampes est une division administrative française située dans le département de l'Essonne et la région Île-de-France.

## Historique

### Au sein de la Seine-et-Oise
L'arrondissement d'Étampes exista dans l'ancien département de la Seine-et-Oise de 1800 à 1926.
Il fut restauré par le décret du ministère de l'Intérieur du 3 juin 1966 avec les cantons d'Étampes, La Ferté-Alais et Méréville ainsi que 22 communes qui formeront en 1967 les cantons de Dourdan et de Saint-Chéron.

### Au sein de l'Essonne
Il fut intégré par le décret du 22 juillet 1967 au nouveau département de l'Essonne.
Sa composition a évolué à plusieurs reprises, et en dernier lieu le 1er janvier 2018.

## Géographie

### Situation
| Type d'occupation           | Pourcentage | Superficie (en hectares) |
| --------------------------- | ----------- | ------------------------ |
| Espace urbain construit     | 6,4 %       | 5 707,61                 |
| Espace urbain non construit | 2,9 %       | 2 570,06                 |
| Espace rural                | 90,7 %      | 80 560,03                |
| Source : Iaurif-MOS 2008    |             |                          |

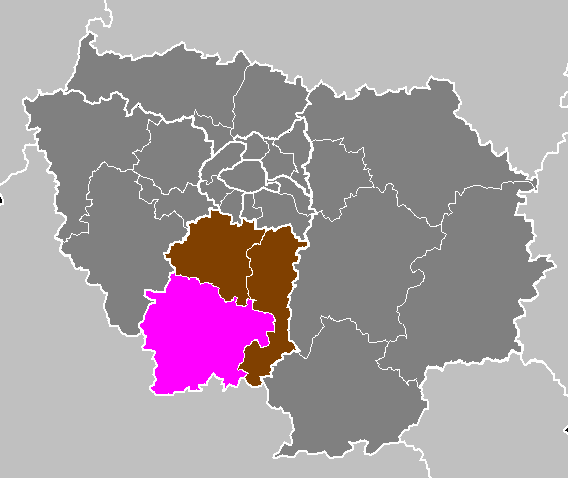
Situation de l'arrondissement d'Étampes en Île-de-France.

L'arrondissement d'Étampes est situé au sud-ouest du département de l'Essonne.

## Composition

### Composition avant 2015

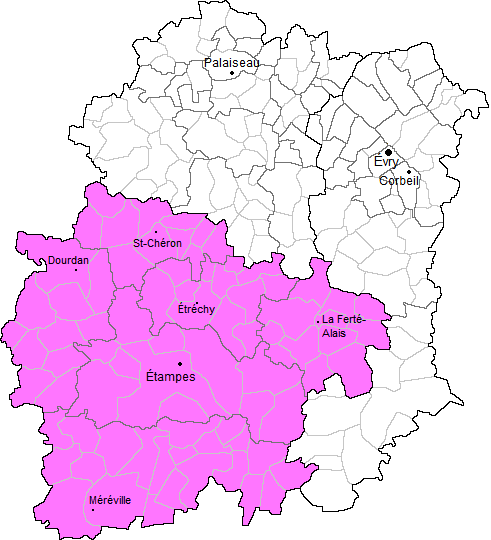
Localisation avant 2015.

L'arrondissement d'Étampes était composé de six cantons regroupant soixante-dix-neuf communes : 
- le canton de Dourdan qui regroupe onze communes avec Authon-la-Plaine, Chatignonville, Corbreuse, Dourdan, La Forêt-le-Roi, Les Granges-le-Roi, Mérobert, Plessis-Saint-Benoist, Richarville, Roinville et Saint-Escobille ;
- le canton d'Étampes qui regroupe onze communes avec Boissy-le-Sec, Boutervilliers, Bouville, Brières-les-Scellés, Chalo-Saint-Mars, Étampes, Morigny-Champigny, Ormoy-la-Rivière, Puiselet-le-Marais, Saint-Hilaire et Valpuiseaux ;
- le canton d'Étréchy qui regroupe douze communes avec Auvers-Saint-Georges, Bouray-sur-Juine, Chamarande, Chauffour-lès-Étréchy, Étréchy, Janville-sur-Juine, Lardy, Mauchamps, Souzy-la-Briche, Torfou, Villeconin et Villeneuve-sur-Auvers ;
- le canton de La Ferté-Alais qui regroupe douze communes avec Baulne, Boissy-le-Cutté, Boutigny-sur-Essonne, Cerny, D'Huison-Longueville, Guigneville-sur-Essonne, Itteville, La Ferté-Alais, Mondeville, Orveau, Vayres-sur-Essonne et Videlles ;
- le canton de Méréville qui regroupe vingt-deux communes avec Abbéville-la-Rivière, Angerville, Arrancourt, Blandy, Bois-Herpin, Boissy-la-Rivière, Brouy, Chalou-Moulineux, Champmotteux, Congerville-Thionville, Estouches, Fontaine-la-Rivière, Guillerval, La Forêt-Sainte-Croix, Marolles-en-Beauce, Méréville, Mespuits, Monnerville, Pussay, Roinvilliers, Saclas et Saint-Cyr-la-Rivière ;
- le canton de Saint-Chéron qui regroupe onze communes avec Angervilliers, Boissy-sous-Saint-Yon, Breuillet, Breux-Jouy, Le Val-Saint-Germain, Saint-Chéron, Saint-Cyr-sous-Dourdan, Saint-Maurice-Montcouronne, Saint-Sulpice-de-Favières, Saint-Yon et Sermaise.

Toutefois, afin de faire coïncider les limites des arrondissements avec celle des intercommunalités, une modification de la composition de l'arrondissement intervient le 1er janvier 2018, et les communes d'Angervilliers, Breuillet et Saint-Maurice-Montcouronne, le quittent pour rejoindre l'arrondissement de Palaiseau. L'arrondissement compte donc depuis cette date 76 communes.

### Découpage communal depuis 2015
Depuis 2015, le nombre de communes des arrondissements varie chaque année soit du fait du redécoupage cantonal de 2014 qui a conduit à l'ajustement de périmètres de certains arrondissements, soit à la suite de la création de communes nouvelles. Le nombre de communes de l'arrondissement d'Étampes est ainsi de 79 en 2015, 79 en 2016, 76 en 2017 et 75 en 2019.
Au 1er janvier 2024, l'arrondissement groupe les 75 communes suivantes :
1. Abbéville-la-Rivière
2. Angerville
3. Arrancourt
4. Authon-la-Plaine
5. Auvers-Saint-Georges
6. Baulne
7. Blandy
8. Bois-Herpin
9. Boissy-la-Rivière
10. Boissy-le-Cutté
11. Boissy-le-Sec
12. Boissy-sous-Saint-Yon
13. Bouray-sur-Juine
14. Boutervilliers
15. Boutigny-sur-Essonne
16. Bouville
17. Breux-Jouy
18. Brières-les-Scellés
19. Brouy
20. Cerny
21. Chalo-Saint-Mars
22. Chalou-Moulineux
23. Chamarande
24. Champmotteux
25. Chatignonville
26. Chauffour-lès-Étréchy
27. Congerville-Thionville
28. Corbreuse
29. D'Huison-Longueville
30. Dourdan
31. Étampes
32. Étréchy
33. La Ferté-Alais
34. Fontaine-la-Rivière
35. La Forêt-le-Roi
36. La Forêt-Sainte-Croix
37. Les Granges-le-Roi
38. Guigneville-sur-Essonne
39. Guillerval
40. Itteville
41. Janville-sur-Juine
42. Lardy
43. Marolles-en-Beauce
44. Mauchamps
45. Le Mérévillois
46. Mérobert
47. Mespuits
48. Mondeville
49. Monnerville
50. Morigny-Champigny
51. Ormoy-la-Rivière
52. Orveau
53. Plessis-Saint-Benoist
54. Puiselet-le-Marais
55. Pussay
56. Richarville
57. Roinville
58. Roinvilliers
59. Saclas
60. Saint-Chéron
61. Saint-Cyr-la-Rivière
62. Saint-Cyr-sous-Dourdan
63. Saint-Escobille
64. Saint-Hilaire
65. Saint-Sulpice-de-Favières
66. Saint-Yon
67. Sermaise
68. Souzy-la-Briche
69. Torfou
70. Valpuiseaux
71. Le Val-Saint-Germain
72. Vayres-sur-Essonne
73. Videlles
74. Villeconin
75. Villeneuve-sur-Auvers

## Démographie

### Évolution démographique
En 2022, l'arrondissement comptait 133 605 habitants.
| 1968   | 1975   | 1982   | 1990    | 1999    | 2006    | 2011    | 2016    | 2021    |
| ------ | ------ | ------ | ------- | ------- | ------- | ------- | ------- | ------- |
| 66 528 | 87 573 | 99 316 | 116 331 | 125 148 | 133 496 | 138 688 | 130 464 | 133 168 |

| 2022    | - | - | - | - | - | - | - | - |
| ------- | - | - | - | - | - | - | - | - |
| 133 605 | - | - | - | - | - | - | - | - |

### Pyramide des âges
| Hommes | Classe d’âge | Femmes |
| ------ | ------------ | ------ |
| 0,3    | 90 ans ou +  | 0,9    |
| 4,6    | 75 à 89 ans  | 7,1    |
| 12,2   | 60 à 74 ans  | 12,5   |
| 21,4   | 45 à 59 ans  | 21,0   |
| 21,8   | 30 à 44 ans  | 21,9   |
| 18,1   | 15 à 29 ans  | 16,8   |
| 21,6   | 0 à 14 ans   | 19,9   |

| Hommes | Classe d’âge | Femmes |
| ------ | ------------ | ------ |
| 0,3    | 90 ans ou +  | 0,8    |
| 4,4    | 75 à 89 ans  | 6,7    |
| 11,3   | 60 à 74 ans  | 11,9   |
| 19,9   | 45 à 59 ans  | 20,0   |
| 21,9   | 30 à 44 ans  | 21,4   |
| 20,6   | 15 à 29 ans  | 19,2   |
| 21,7   | 0 à 14 ans   | 20,0   |

## Sous-préfets
| Période                                  | Période  | Identité                                 | Fonction précédente                                | Observation |
| ---------------------------------------- | -------- | ---------------------------------------- | -------------------------------------------------- | ----------- |
| 1987                                     | 1989     | Roland Hureaux                           |                                                    |             |
| 1991                                     | 1995     | Christian Neraud Le Mouton de Boisdeffre | Sous-préfet de Nogent-le-Rotrou                    |             |
| 1995                                     | 2000     | Patrick Deguignet                        |                                                    |             |
| 2000                                     | 2004     | Laurent Viguier                          | Secrétaire général de la préfecture de la Charente |             |
| 2004                                     | 2007     | Seymour Morsy                            | Administrateur civil                               |             |
| 2007                                     | 2009     | Jacques Garau                            |                                                    |             |
| 2009                                     | 2012     | Thierry Somma                            | Rapporteur à la commission de déontologie          |             |
| 2012                                     | 2015     | Ghyslain Chatel                          | Sous-préfet de Marmande                            |             |
| 2015                                     | 2017     | Zoheir Bouaouiche                        | Directeur de cabinet du préfet de l'Yonne          |             |
| 2017                                     | 2020     | Florence Vilmus                          | Sous-préfète de Beaune                             |             |
| 2017                                     | 2020     | Christophe Deschamps                     | Sous-préfet                                        |             |
| 2022                                     | 2024     | Stéphane Sinagoga                        | Secrétaire général de la préfecture de l'Indre     |             |
| 2024                                     | En cours | Benoît Vidon                             | Sous-préfet de Saverne                             |             |
| Les données manquantes sont à compléter. |          |                                          |                                                    |             |